# Indianapolis Colts
Los Indianapolis Colts (en español, Potros de Indianápolis) son un equipo profesional de fútbol americano de los Estados Unidos con sede en Indianápolis, Indiana. Compiten en la División Sur de la Conferencia Americana (AFC) de la National Football League (NFL) y disputan sus encuentros como locales en el Lucas Oil Stadium, ubicado en el downtown de Indy.
La franquicia fue fundada en 1953 como Baltimore Colts y permaneció en esa ciudad de Maryland hasta 1984, año en el que se trasladó a la capital de Indiana.
A lo largo de su historia, los Colts han ganado un total de dos Super Bowls (V y XLI), tres campeonatos de la NFL (1958, 1959 y 1968), siete títulos de conferencia y dieciséis títulos de división.

## Historia

### 1953-1955: Fundación en Baltimore y primeros años
La franquicia hoy conocida como Indianapolis Colts fue fundada el 23 de enero de 1953 en la ciudad de Baltimore, Maryland. El nombre Colts alude a la tradición de la ciudad en la cría de caballos y fue elegido como tributo a los Baltimore Colts originales, que existieron entre 1947 y 1950. Los nuevos Colts fueron ubicados en la Conferencia Oeste de la NFL. 
Los Baltimore Colts finalizaron su primera temporada de existencia con un balance de 3-9, únicamente por delante de los Green Bay Packers en su división. En 1954, los Colts contrataron a Weeb Ewbank como entrenador en jefe en sustitución de su primer técnico, Keith Molesworth. El primer año de Ewbank al frente del equipo se saldó con el mismo récord que la campaña anterior, mientras que en 1955 los Colts lograron mejorar hasta un 5-6-1 de registro.

### 1956-1972: La era de Johnny Unitas

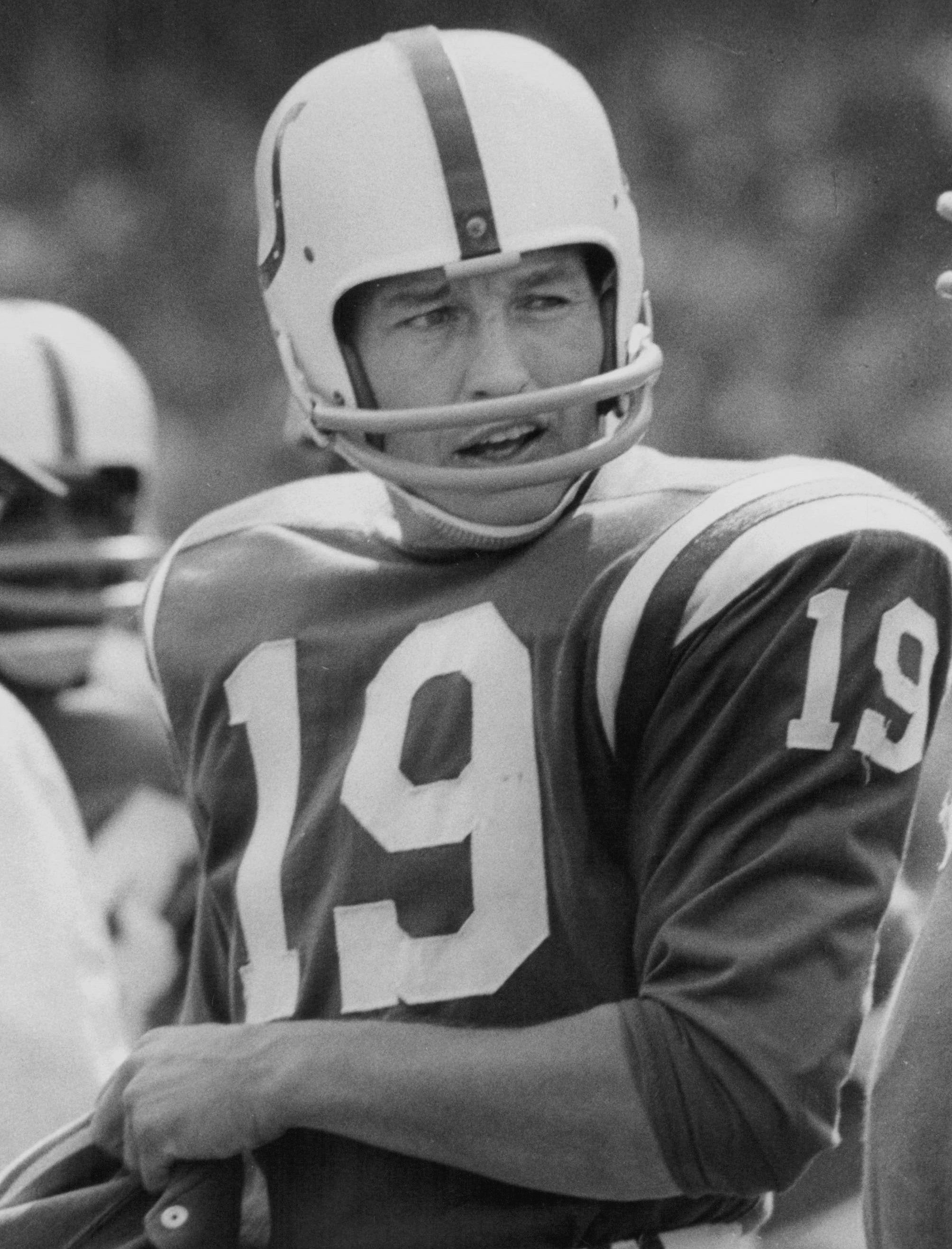
Johnny Unitas, estrella de los Colts desde 1956 hasta 1972.

En 1956 los Baltimore Colts ficharon al quarterback Johnny Unitas, que en 1955 había sido cortado por los Pittsburgh Steelers antes del inicio de la temporada. 
El 30 de noviembre de 1958, los Colts lograron su primer título de la Conferencia Oeste con una victoria por 35-27 sobre San Francisco ante un lleno total récord de 57.557. Cuatro semanas más tarde, Baltimore ganó su primer título de la NFL, venciendo a los New York Giants, 23-17, en la legendaria "muerte súbita" en la prórroga en el Yankee Stadium. Los Colts revalidaron el título en 1959, consiguiendo su segundo entorchado de conferencia y derrotando a los Giants, 31-16, en Baltimore para el Campeonato de la NFL. En 1963, Shula sustituyó a Ewbank como entrenador del equipo, la tercera desde 1953. Durante 1963, QB Johnny Unitas dirigió la ofensiva de los Colts a ocho récords del equipo y establecer una marca de la NFL de temporada luego de 237 pases completos. Los Colts rompieron un récord del club, once partidos consecutivos en 1964, en el camino a afianzar su tercer título de conferencia. Esa temporada, WR-Raymond Berry hizo 506 yardas y RB-Lenny Moore anotó 20 Touchdowns, ambos récord NFL. En 1965, Baltimore empató con Green Bay por el título de la conferencia. Con HB-Tom Matte mariscal del club debido a las lesiones de Unitas y Cuozzo Gary, los Colts perdieron un controvertido partido de muerte súbita 13-10 ante los Packers. Bajo el mando de Shula, Baltimore hizo su primera aparición en el Super Bowl en 1968. El club ganó la División Costera con una marca de 13-1, luego derrotó a Minnesota, 24-14, en el juego de campeonato de la Conferencia Oeste y arrasó a Cleveland, 34-0, para el Campeonato de la NFL. El equipo se enfrentó al campeón de la American Football League New York Jets en el Super Bowl III, perdiendo una sorprendente 16-7.
En mayo de 1969, se fusionó con la NFL y la AFL; donde Baltimore, Pittsburgh y Cleveland se unieron a los viejos equipos de la AFL para formar la Conferencia Americana de la NFL. Como miembros de la División Este de la AFC, los Colts ganaron su primer juego de la AFC, 16-14, en San Diego el 20 de septiembre. Después de alzarse con el título de la división, los Colts superaron Cincinnati, 17-0, y Oakland, 27-17, para ganar el Campeonato de la AFC. El 17 de enero de 1971, los Colts derrotaron a Dallas en el Super Bowl V, 16-13, a puerta K-Jim O'Brien de campo de 32 yardas con cinco segundos restantes en el juego.
En julio de 1972, los Colts llegaron con un nuevo propietario como Robert Irsay adquirió el club de Rosenbloom a cambio de los Rams de Los Ángeles.

### 1973-1983: Últimos años en Baltimore y traslado a Indianápolis
En 1974, dos marcas de la NFL Colts serie como Lydell RB-Mitchell corrió 40 veces a los Jets de Nueva York y QB-Bert Jones completó 17 pases consecutivos frente a los Jets. Mitchell lideró la NFL con 72 recepciones. En 1975, Mitchell se convirtió en el primer jugador de los Colts con una temporada + 1.000 al ganar 1,193 yardas en 289 acarreos. Después de un récord 2-12 en 1974, la fortuna de Baltimore cambió con la contratación de Ted Marchibroda como entrenador en jefe en febrero de 1975. Marchibroda llevó a los Potros a tres títulos de división consecutivos antes de publicar consecutivos 5-11 temporadas en 1978 y 1979. Mike McCormack Marchibroda sustituido como entrenador en jefe en enero de 1980. Los Colts mejoraron a 7-9 en 1980 antes de registrar una marca de 2-14 en 1981. El 21 de diciembre de 1981, Frank Kush McCormack éxito como entrenador en jefe. Después de dos semanas de acción en 1982, una huelga de jugadores dio lugar a la pérdida de siete juegos, y la NFL jugado un horario de nueve partidos. Los Colts terminaron con un récord de 0-8-1. Los Colts recibió la primera selección del Draft 1983 NFL y seleccionado QB-John Elway. Seis días más tarde, los Colts negocian Elway de Denver para OT-Chris Hinton, Herrmann QB-Mark y su selección D1-84. En 1983, los Colts terminó 7-9, forjando el mayor cambio en la historia de la NFL para un equipo que había ido sin victorias la temporada anterior. Hinton comenzó a RG en el Pro Bowl. RB-Curtis Dickey y Randy McMillan se combinaron para casi 2.000 yardas por tierra como el club llevó a la AFC y en segundo lugar en la NFL.

### 1984-1997: Primeros años en Indiana
Después de la temporada 1984, el presidente Robert Irsay y el gerente general Jim Irsay nombrado Vara Dowhower como entrenador en jefe el 28 de enero de 1985. Indianapolis ganó una marca de 5-11 con un club que corrió para una de las principales conferencias de 2.439 metros, el quinto mejor en la NFL. El equipo promedio 5,0 por tierra fue la primera vez en una década, un equipo de la AFC logrado esa hazaña. El 1 de diciembre de 1986, Ron Meyer logró Dowhower como entrenador en jefe. Meyer llevó al club al título de liga en 1987, antes de caer en la ronda divisional en Cleveland, 38-21. Indianapolis ganó un récord de 9-7 en 1988 y 8-8 en una marca de 1989, pero perdió posiciones de playoffs en el último fin de semana de cada temporada. RB-Eric Dickerson, adquirido en un canje exitoso el 31 de octubre de 1987, ganó el título de corredor de la NFL en 1988 con 1,659 yardas. Los Colts fueron 7-9 en 1990. Meyer ganó 36-35 en temporada regular antes de ser reemplazado por Rick Venturi el 1 de octubre de 1991. Marchibroda regresó como entrenador en jefe el 28 de enero de 1992. Él llevó a los Colts a un récord de 9-7 en 1992, la segunda vez que guio al equipo a una continuación NFL mejor de ocho partidos de una temporada de entrega. Los Colts registró un récord de 4-12 en 1993 y una marca de 8-8 en 1994. Los Colts ganaron 1995 un récord de 9-7 y ganó victorias de postemporada en San Diego y Kansas City antes de caer, 20-16, en Pittsburgh en el Juego de Campeonato de la AFC. Tenencia Marchibroda terminó el 9 de febrero de 1996. Sus 73 victorias en su carrera vinculado Shula durante la mayor parte de la historia de los Colts. Lindy Infante se convirtió en entrenador en jefe el 15 de febrero de 1996. Los Colts fueron 9-7 en 1996, alcanzando los playoffs en temporadas consecutivas por primera vez desde 1975-77.
Jim Irsay se convirtió en propietario y director general en 1997, y Bill Polian fue nombrado presidente el 22 de diciembre de 1997, un día después de que el club terminó una temporada de 3-13. Jim Mora Infante tuvo éxito como entrenador en jefe el 12 de enero de 1998.

### 1998-2011: La era de Peyton Manning

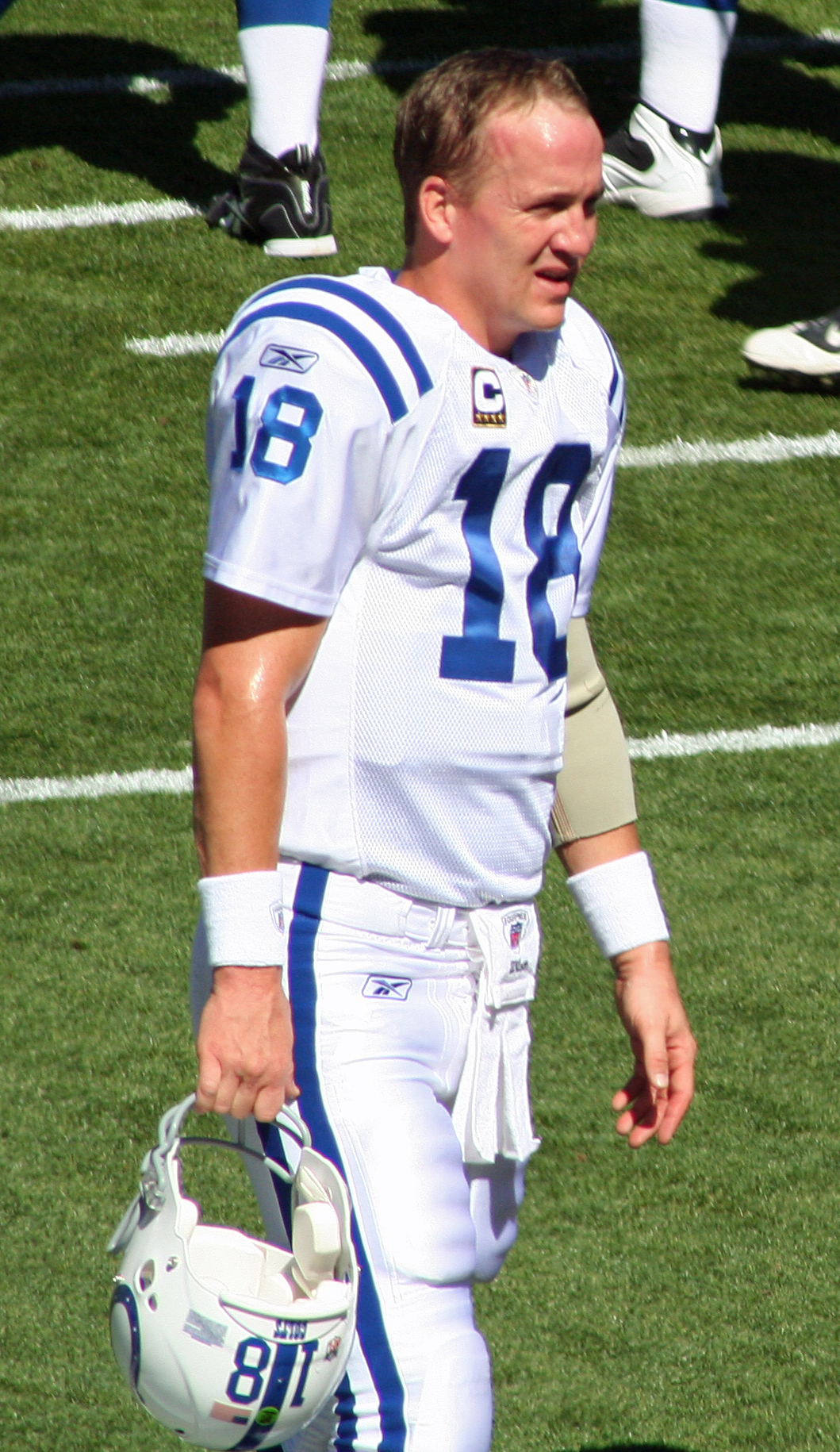
Peyton Manning, quarterback titular de los Colts desde 1998 hasta 2010.

1998 fue un año de muchos cambios en la franquicia. Jim Irsay fichó a Bill Polian como presidente y mánager general del equipo y Jim Mora fue contratado como nuevo entrenador jefe. En el Draft de ese año los Colts usaron el pick 1 en el quarterback Peyton Manning.
El equipo y Manning tuvieron problemas durante la temporada 1998, ganando solo tres juegos y Manning lanzando un alto en la liga con 28 intercepciones. Los Colts comenzaron a mejorar hacia el final de la temporada y mostraron un crecimiento continuo en la temporada 1999. Indianápolis seleccionó a Edgerrin James en 1999 NFL Draft 1999 y continuó mejorando su roster en la próxima temporada. Los Colts terminaron 13-3 en 1999 y terminaron primero en la AFC Este, su primer título de división desde 1987. Indianápolis iba a perder contra el eventual campeón de la AFC Tennessee Titans en los playoffs divisionales de la NFL de 1999-2000.
Los Colts del 2000 y 2001 fueron considerablemente menos exitosos en comparación con el equipo de 1999 y la presión comenzó a montar en la administración del equipo y el cuerpo técnico después de una temporada de 6-10 en 2001. El entrenador Jim Mora fue despedido al final de la temporada y fue reemplazado por el exentrenador en jefe de Tampa Bay Buccaneers, Tony Dungy.
En 2002, los Colts fueron recolocados en la nueva AFC Sur, junto a los Jacksonville Jaguars, los Tennessee Titans y los debutantes Houston Texans. El equipo regresó a Playoffs con un récord de 10-6. Los Colts también regresaron a los playoffs en 2003 y 2004 con récords de 12-4 y obtuvieron los campeonatos de la AFC Sur. Los Colts perderían frente a los New England Patriots de Tom Brady en el juego por el campeonato de la AFC en 2003 y la ronda divisional de 2004, comenzando una rivalidad entre los dos equipos, y más importante entre Manning y Brady. Después de dos derrotas consecutivas en los playoffs frente a los Patriots, los Colts comenzaron la temporada 2005 con un récord de 13-0, incluida una victoria de temporada regular sobre los Patriots, la primera en la era Manning. Durante la temporada, Manning y Marvin Harrison rompieron el récord de la NFL para touchdowns por un mariscal de campo y un receptor en tándem. Indianápolis finalizó la temporada con un récord de 14-2, el mejor récord de la liga ese año y el mejor en la temporada de 16 juegos para la franquicia, pero perdería ante los Pittsburgh Steelers en la ronda divisional, un final decepcionante de la temporada.
Indianapolis ingresó en la temporada 2006 con un veterano mariscal de campo, receptores y defensores, y se uniría Joseph Addai en el draft 2006 de la NFL. Al igual que en la temporada anterior, los Colts comenzaron la temporada invictos e irían 9-0 antes de perder su primer juego contra los Dallas Cowboys. Indianápolis terminaría la temporada con un récord de 12-4 y entró en los playoffs por quinto año consecutivo, esta vez como el tercer preclasificado en la AFC. Los Colts ganaron sus dos primeros partidos de playoffs de la NFL 2006-07 contra los Kansas City Chiefs y los Baltimore Ravens para regresar al Juego de Campeonato de la AFC por primera vez desde el juego de 2003, y se enfrentarían al mismo oponente en New England Patriots . En un juego clásico, el Colt superó un déficit de 21-3 en el descanso y ganó el juego 38-34 y ganó un viaje al Super Bowl XLI, la primera aparición de la franquicia en el Super Bowl desde 1970 y por primera vez en Indianápolis. Los Colts se enfrentaron a los Chicago Bears en el Super Bowl y ganarían el juego 29-17, dando a Manning, Polian, Irsay y Dungy su primer título de Super Bowl, así como el primer título de la ciudad de Indianápolis.
Después de su campeonato del Super Bowl, los Colts obtendrían un récord de 13-3 durante la temporada 2007 y perderían frente a los San Diego Chargers en los playoffs divisionales de la NFL de 2007, que sería el último partido del Los Colts en el RCA Dome, posteriormente mudándose al Lucas Oil Stadium en la temporada 2008. La temporada 2008 comenzó con Manning fuera de juego durante la mayor parte de la pretemporada debido a una cirugía. Indianápolis comenzó la temporada con un récord de 3-4, pero ganaría nueve juegos consecutivos para terminar la temporada con foja de 12-4 y llegar a los playoffs como un comodín, y finalmente perder ante los Chargers durante la ronda de comodines. Después de la temporada, el entrenador en jefe Tony Dungy anunció su retiro después de siete temporadas como entrenador en jefe, compilando un récord general de 92-33 con el equipo.
Los Colts fueron 3-13 en 1998. 2227 RB-Marshall Faulk yardas de scrimmage establecer una marca del club de temporada, mientras que QB-Peyton Manning (326-575-3,739, 26 TDs) estableció marcas de la NFL novato en todas las categorías que pasa. En 13-3 en 1999, los Colts produjo un récord de la NFL de 10 partidos de una temporada de entrega. El club ganó once partidos consecutivos, empatando luego el récord de la franquicia logrado en 1964 y 1975-76.
Al ganar el título de liga, Manning, RB-Edgerrin James Harrison y WR-Marvin ganó los honores de Pro Bowl, mientras que el K-Mike Vanderjagt ganó el título de goleo NFL. El club ganó su primer partido de playoffs en Indianapolis, pero cayó a Tennessee, 19-16. Los Colts fueron 10-6 en 2000, pero perdió en tiempo suplementario en Miami, 23-17, en la ronda de Comodines. Los back-to-back 10 +-victoria temporadas fueron por primera vez en el club desde 1976-77. Manning (4413) y James (1709, 2303) ha ganado la aprobación NFL, corriendo y golpeo títulos yardas. Los Colts fueron 6-10 en 2001, pero Manning (4131) y Harrison (109) tenía pendientes temporadas yardas y recepción.
Tony Dungy tuvo éxito Mora como entrenador en jefe el 22 de enero de 2002. En 2002, Dungy llevó a los Colts a una marca de 10-6 antes de perder en la ronda de Comodines en los New York Jets, 41-0. Manning se convirtió en el primer jugador de la NFL con cuatro consecutivos 4000 + estaciones, mientras que Harrison establecer el récord de la NFL con 143 recepciones de temporada y se convirtió en el único jugador de la NFL con 100 + recepciones en cuatro temporadas consecutivas.
En 2003, los Colts fueron 12-4, ganó la AFC Sur y avanzó al juego de Campeonato de la AFC, la caída en Nueva Inglaterra, 24-14. Manning realizó su quinta temporada consecutiva 4.000 +, mientras que Vanderjagt estableció un récord de la NFL con 41 goles de campo consecutivos, incluyendo los 37 intentos en 2003. Dungy llevó a los Colts a una marca de 12-4 y el título de la AFC Sur en el 2004. Manning conjunto NFL estacionales registros con pases de touchdown desde 49 (roto) y un índice de 121,1, mientras que el club establece estacional mejores marcas con 522 puntos y 6.475 yardas netas. Los Colts superaron Denver, 49-24, en la ronda de Comodines, antes de perder en New England, 20-3. En 2005, Dungy dirigida a los Colts a un récord de 14-2, el récord de la franquicia para los triunfos de temporada. El club se convirtió entonces en apenas el cuarto en la historia de la NFL en ganar un comienzo 13-0. El club cayó en la ronda divisional de Pittsburgh, 21-18. Dungy ganó su carrera número 100 y 100a victorias de temporada regular en el 2005, mientras que los Colts pasado 400 victorias en la historia de la franquicia.
En 2006, los Colts registró un récord de 12-4 y capturó el campeonato del mundo el cuarto lugar en la historia del equipo con un 29-17 victoria sobre Chicago en el Super Bowl XLI en Miami Gardens, Florida El club derrotó a Chicago tras derrotar a tres rivales antes de los playoffs, Kansas City (23-8), Baltimore (15-6) y Nueva Inglaterra (38-34) Lo cual culminó en un campeonato más para los Colts.
En 2007, los Colts terminó 13-3, ganando un récord del club quinto título de división consecutivo y convertirse en el primer equipo de la NFL con cinco temporadas consecutivas con 12 victorias +. El club cayó en la ronda divisional a San Diego, 28-24. En 2008, los Colts fueron 12-4, extendiendo su marca de la liga con seis consecutivos-12 + victoria temporadas. El club se convirtió en la primera en la historia de la NFL en ganar al menos siete partidos consecutivos en cinco temporadas consecutivas. Manning ganó su tercer premio MVP AP NFL. Indianapolis cayó en los Playoffs Wild Card en tiempo extra a San Diego, 23-17. Jim Caldwell consiguió Dungy como entrenador en jefe el 12 de enero de 2009. Dungy terminó como el único entrenador en la historia de los Colts para publicar + 10 victorias y ganar en los playoffs en siete temporadas consecutivas. En 2009, el club fue 14-2 y se convirtió en el tercer equipo en comenzar una temporada de 14-0. El club amplió sus registros de siete temporadas consecutivas con 12 victorias + y con una racha máxima de siete juegos. Caldwell empató la marca de novato de victorias de temporada por un entrenador de la NFL, y obtuvo los triunfos más consecutivos para abrir una temporada y una carrera de entrenador en jefe de primer año. Manning ganó un cuarto sin precedentes AP honor de MVP. Los clubes de liga con el conjunto de las marcas más consecutivos de temporada regular (23 victorias, 2008-09) y la mayor parte de la temporada regular gana década (115, 2000-09). Indianapolis derrotó a Baltimore, 20-3, y los New York Jets, 30-17, antes de caer a Nueva Orleans, 31-17, en el Super Bowl XLIV en Miami Gardens, Florida.
En 57 años en la Liga Nacional de Fútbol Americano, los Colts han alcanzado un récord 460-409-7, incluyendo cuatro campeonatos (super bowl), y 18 títulos como líderes de su conferencia.
Si bien no fue la peor temporada de los Colts, porque no era la primera vez que concluían una temporada con marca 2-14, aun con el mismo Peyton Manning tuvieron una racha así en su primer año debutando en la NFL. Lo que caracteriza esta temporada para los fanes de los Potros es ver después de tanto tiempo un equipo desorganizado como si hubiesen perdido su razón para jugar como si hubiesen "perdido a su padre". Después de la operación en el cuello los Colts perdieron por el resto de la temporada a Peyton Manning quien había sido el líder del equipo por un poco más de 12 años, los colts se encontraron en una circunstancia en la cual veían lejana (según su exentrenador). Después de 14 semanas sin ganar los colts lograron ganar su primer partido contra Tennessee Titans y la siguiente semana contra Houston Texans y esos fueron los únicos 2 partidos que ganaron. Al término de la temporada el comité general de los Colts dieron pie al famoso "lunes negro" donde dieron de baja tanto a coaches como a miembros del comité de igual forma a jugadores dejando a agencia libre a muchas estrellas veteranas de los colts como a Dallas Clark, Pierre Garçon, Joseph Addai Gary Brackett, entre muchos otros, la nueva directiva buscaba renovar todo por lo tanto se enfocaron en jugadores colegiales los cuales darían muchos años a la franquicia y como el equipo fue el peor de la liga podían escoger el primer prospecto del Draft por la tal tienen la primera ronda de cada vuelta, "tal parece que la historia se repite" dijo un columnista en la new york times, en los tiempos de Peyton Manning el equipo terminó con una racha similar esto fue en 1997 por lo tanto tuvieron la primera selección del Draft y reclutaron a Peyton Manning y dio frutos como se espera hasta su segundo año logró llevar a los Colts después de una larga ausencia de nuevo a los playoffs junto con Marvin Harrison en lo que fue 12 años de temporadas positivas la peor marca que se registró durante el legado de Manning fue 10-6 y aun así no hubo vez que no clasificaran a postemporada.
Con el nuevo prospecto y con la innovación del equipo se esperaba una larga ausencia de la postemporada y mucho más lejano la posibilidad de un super bowl, un poco después del término del mes de diciembre ya estaba prácticamente listo las listas de los prospectos para el Draft la encabezaba Andrew Luck, un QB de Stanford el cual era un jugador muy dinámico y por obvias razones los Colts lo pusieron en la mira. Todas las sospechas se aclaraban y en la primera ronda del Draft apareció el número 12 junto con Coby Fleener, Dwayne Allen, Josh Chapman, Vick Ballard, LaVon Brazill, Justin Anderson, Chandler Harnish.
Se hicieron en el nuevo futuro de Indianapolis.

### 2012-2018: La era de Andrew Luck

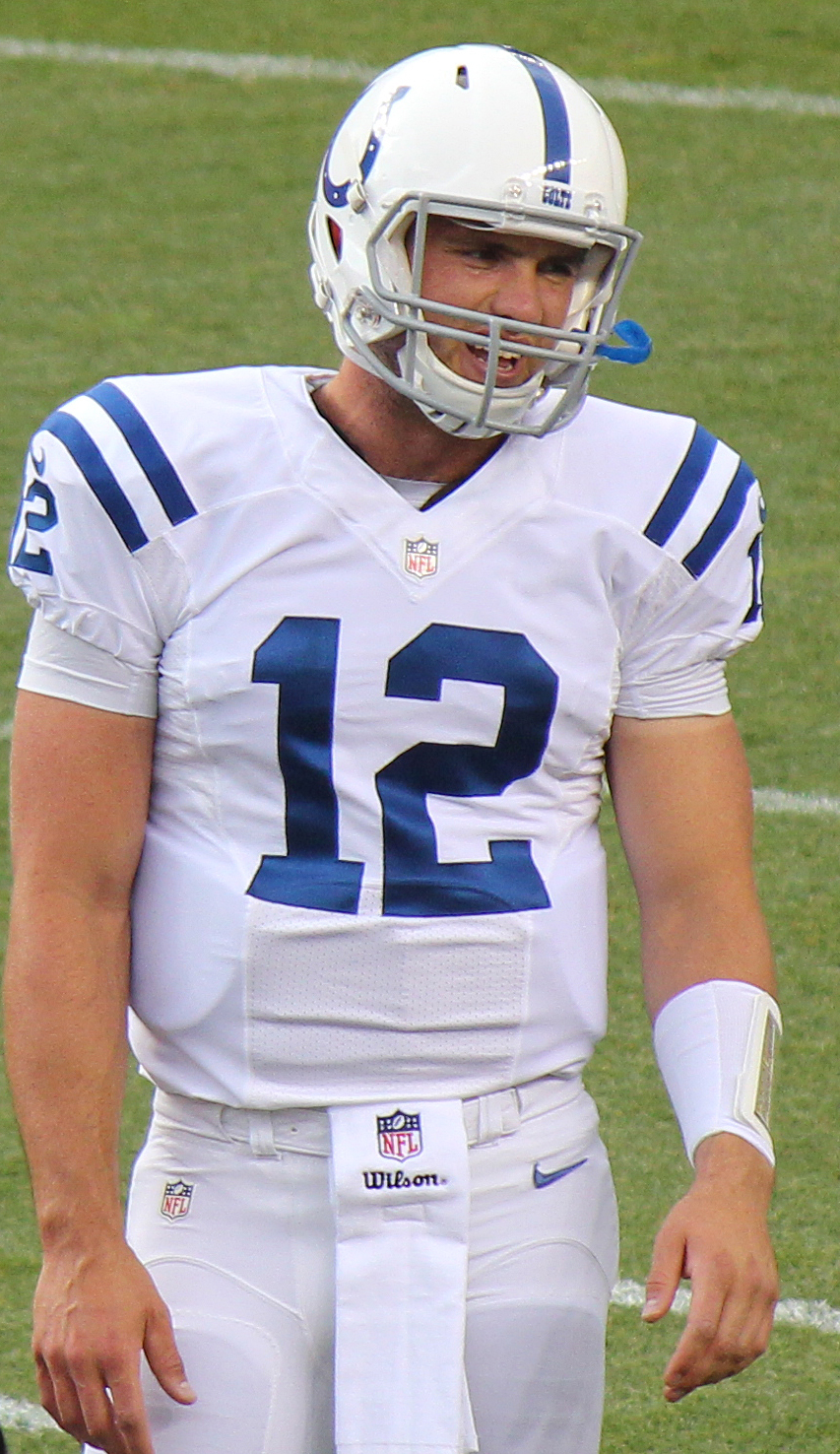
Andrew Luck, quarterback titular de los Colts desde 2011 hasta 2018.

Con la primera selección global, los Indianapolis Colts, tomaron un QB egresado de la universidad de Stanford, con la salida de Peyton Manning por sus múltiples cirugías que estuvo tratando durante la temporada del 2011, los Colts se vieron en la necesidad de liberarlo, para así terminar con una era, y comenzar con una nueva, los Colts, quienes se perfilaban a una temporada sin victorias, tuvieron su primer triunfo, en casa recibiendo a Jacksonville Jaguars y a la semana siguiente (igual en casa) una victoria de come back, contra Houston Texans. El draft dio inicio con Andrew Luck, seguido por su compañero de universidad, Coby Fleener, el roster al término del draft estaba completo, el equipo contaba con caras nuevas, y solo quedaron muy pocos veteranos que fueron los pilares del equipo, y tuvieron participación como mentores, el primer pase que tiro Andrew Luck, fue de Touchdown a Donald Brown, de 63 yardas, el egresado de Stanford prometía muchas cosas, y a lo largo de la pretemporada dio una muy buena actuación, pero la buena racha no duro mucho tiempo, en el primer partido contra los Osos de Chicago, Andrew Luck tuvo 3 intercepciones, los expertos en el deporte y la gran mayoría de los aficionados, sabían que los Colts eran un equipo en reconstrucción y que para pensar en un Super Bowl se podía retrasar unos cuantos años, sin embargo al haber comenzado mal su temporada regular, los Colts daban más partidos emocionantes, y más victorias, era el momento de que el equipo demostrara de qué está hecho, en la semana 5, recibieron a Green Bay Packers, en el cual ganaron por remontada 30-27, con pasos firmes y algunos tropiezos (la derrota en Boston contra Nueva Inglaterra) los Colts se encaraban a una temporada mejor de lo que se pensaba, con 7 victorias por remontadas y Andrew Luck rompiendo récords, se prendía una nueva luz en Indianapolis, una luz que Peyton Manning prendió en 1998 y que se apago por un momento en 2011, momentos conmovedores se dieron, el entrenador en jefe Chuck Pagano, fue internado en un hospital por leucemia, sin entrenador en jefe, Bruce Arians asumió el cargo de entrenador en jefe interino, lideró a los Colts con un récord de 9-6, cuando el entrenador en jefe se encontraba listo para dejar el hospital, volvió a tomar su radio, y volvió a comandar las jugadas en Indianapolis, en un partido muy conmovedor en contra de sus rivales de división Houston Texans, los Colts aparecieron durante 11 temporadas consecutivas en un partido de playoffs, cuando regresaron a un partido de playoffs, en contra de Baltimore Ravens, los Colts, dieron más de lo que se esperaba terminando 11-5, y rompiendo múltiples récord, dieron una muy buena temporada y dejaron en los aficionados algo que se pensaba perdido en el 2011, sin duda se está escribiendo historia en Indianapolis.
Sorpresivamente, una semana antes de comenzar la temporada 2019 de la NFL, Luck anunció su retiro del football profesional.

### 2019-presente: Baile de quarterbacks
Con el retiro de Andrew Luck, los Colts tuvieron que recurrir de nuevo a Jacoby Brissett para el puesto de quarterback titular durante la temporada de 2019. Tras comenzar la campaña con un 5-2 de balance, los Colts sólo ganaron dos de los nueve partidos siguientes y no se pudieron clasificar para los Playoffs.
De cara a la temporada de 2020, los Colts reforzaron su ataque con las adquisiciones del receptor Michael Pittman Jr. y el corredor Jonathan Taylor en la segunda ronda del Draft de ese año y con el fichaje del veterano quarterback Philip Rivers, quien se unió al equipo de Indianápolis tras dieciséis años en los San Diego/Los Angeles Chargers. Los Colts finalizaron el año en el segundo puesto de su división con un registro de 11-5 y fueron eliminados por los Buffalo Bills en la ronda de wild cards. Al término de la temporada, Rivers anunció su retirada del fútbol americano.

## Estadio

### Antiguos terrenos de juego
- Baltimore Memorial Stadium (1953-1983)
- Hoosier Dome/RCA Dome (1984-2007)

### Lucas Oil Stadium

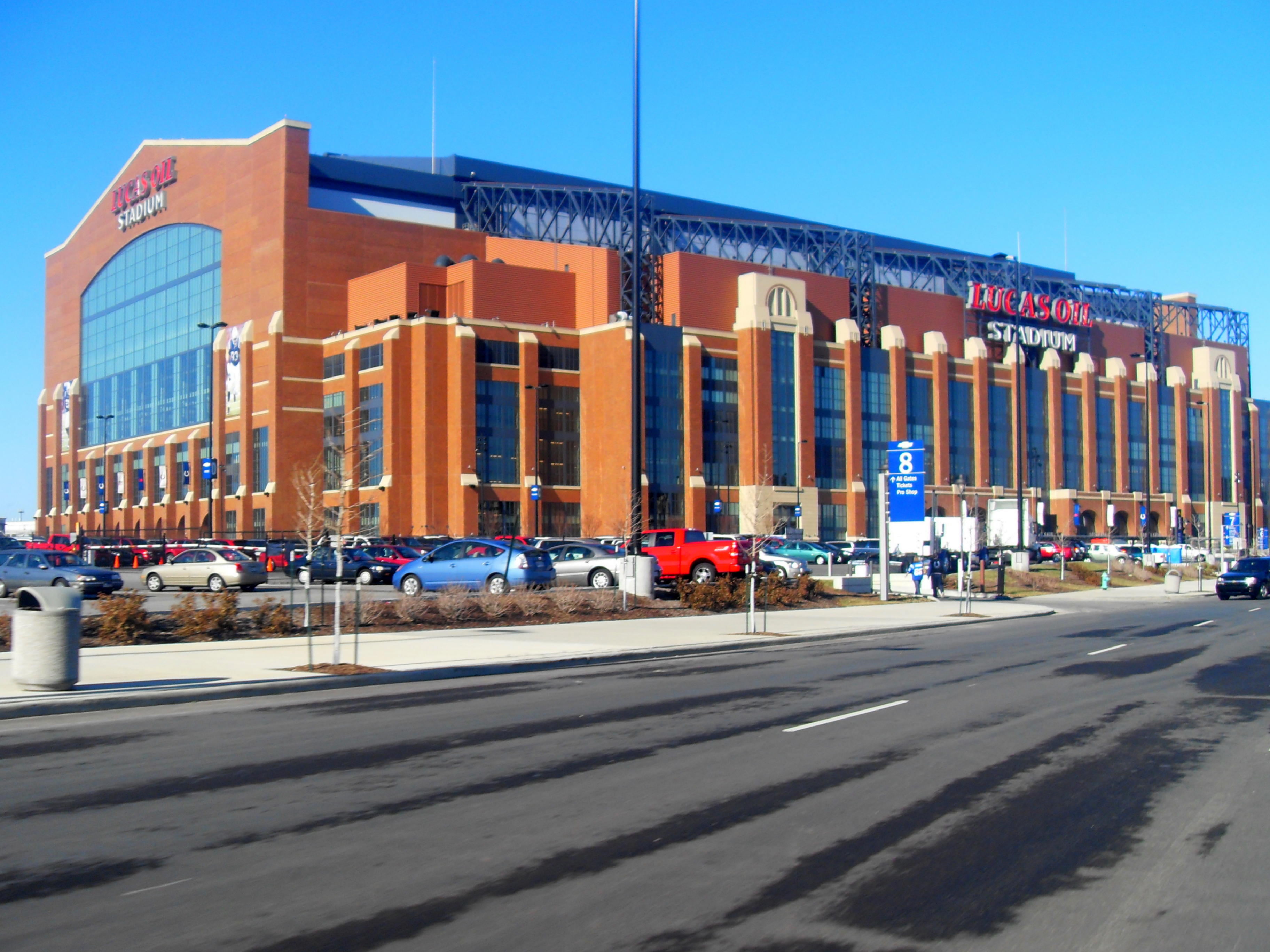
LucasOil

El Lucas Oil Stadium es un estadio que cuenta con instalación deportiva y además multipropósito, en la ciudad de Indianápolis (Estados Unidos). Cuenta con techo retráctil y tiene ventanales que permiten ver el paisaje de la ciudad de indianpolis. La inauguración del estadio se llevó a cabo el 14 de agosto de 2008, se realizó una ceremonia de inauguración el 16 de agosto de 2008. Sustituye al RCA Dome, construido en 1983, como la casa de campo de los Indianapolis Colts de la NFL. Además de los estadios, un nuevo rascacielos de JW Marriott Indianápolis y un hotel se construirán como parte de la gran expansión del Centro de Convenciones de Indiana.
El 28 de febrero de 2006 se anunció que la compañía Lucas Oil había comprado los derechos para dar nombre al estadio durante 20 años por un total de 120 Millones de dólares. La instalación era conocida hasta ese momento como Indiana Stadium o RCA Dome.

## Jugadores

### Números retirados
| N# | Jugador        | Posición | Años jugados  |
| 18 | Peyton Manning | QB       | 1998-2011     |
| 19 | Johnny Unitas  | QB       | 1956-72       |
| 22 | Buddy Young    | RB       | 1953-55       |
| 24 | Lenny Moore    | HB       | 1956-67       |
| 70 | Art Donovan    | DT       | 1950, 1953-61 |
| 77 | Jim Parker     | OL       | 1957-67       |
| 82 | Raymond Berry  | WR       | 1955-67       |
| 89 | Gino Marchetti | DE       | 1953-66       |

### Pro Football
| Baltimore Colts - Raymond Berry (1973) 1955–1967 - George Blanda (1981) 1950 - Art Donovan (1968) 1950,1953–1961 - Ted Hendricks (1990) 1969–1973 - John Mackey (1992) 1963–1971 - Gino Marchetti (1972) 1953–1964,1966 - Lenny Moore (1975) 1956–1967 - Jim Parker (1973) 1957–1967 - Joe Perry (1969) 1961–1962 - Y. A. Tittle (1971) 1948–1950 - Johnny Unitas (1979) 1956–1972 Indianapolis Colts - Richard Dent (2011) 1996 - Eric Dickerson (1999) 1987–1991 - Marshall Faulk (2011) 1994–1998 Baltimore Colts - Weeb Ewbank - Don Shula |

### Jugadores valiosos
Honorables:
- 4 Jim Harbaugh, QB
- 32 Edgerrin James, RB
- 75 Chris Hinton, OT
- 80 Bill Brooks, WR
- 88 Marvin Harrison, WR
- Tony Dungy, head coach
- Robert Irsay, owner
- Ted Marchibroda, head coach
- 12th Man, un tributo hacia los fanes.

## Récords
| Líder      | Jugador         | Récord                  | Años con los Colts |
| ---------- | --------------- | ----------------------- | ------------------ |
| Pasando    | Peyton Manning  | 54,828 yardas por aire  | 1998–2011          |
| Corriendo  | Edgerrin James  | 9,226 yardas por tierra | 1999–2005          |
| Recibiendo | Marvin Harrison | 14,580 yardas por pase  | 1996–2008          |
| Entrenador | Tony Dungy      | 85 juegos ganados       | 2002–2008          |

## Rivales

### New England Patriots
La rivalidad entre los Indianápolis Colts y New England Patriots es una de las nuevas rivalidades de la NFL. La rivalidad es alimentada por la comparación entre el mariscal de campo Peyton Manning y Tom Brady. Los Patriotas dieron inicio a esta rivalidad, al derrotar a los Colts en seis partidos consecutivos, incluyendo el juego de Campeonato de la AFC 2003 y un juego divisional de la AFC en el 2004. Los Colts ganaron los siguientes tres partidos, anotando dos victorias en la temporada regular y una victoria en el Juego de Campeonato de la AFC en 2006 en el camino a su victoria en el Super Bowl XLI. El 4 de noviembre de 2007, los Patriotas derrotaron a los Colts 24-20, en el partido próximo al 2 de noviembre de 2008, los Colts ganaron 18-15 en un partido que fue una de las razones por las que los Patriotas no pudieron llegar a los playoffs, y en el 2009 reunión, los Colts hicieron una remontada para vencer a los Patriotas 35-34, en la temporada 2010, los Colts casi organizaron otra remontada, tirando a 31-28 después de ir perdiendo 31-14 en el cuarto periodo, pero se quedó corto debido a una intercepción de un pase de los Patriotas a Manning al final del juego. La naturaleza de esta rivalidad es irónico, porque mientras los Colts y los Patriotas eran rivales de división desde 1970 hasta 2001, no llegó a ser prominente en los círculos de la liga hasta después de Indianápolis fue trasladada a AFC Sur.

### New York Giants
En 1958 Baltimore Colts jugó su primer partido del campeonato de la NFL contra New York Giants. Los Gigantes clasificados para el campeonato después de una eliminatoria de desempate contra Cleveland Browns. Después de haber sido derrotado por los Gigantes en la temporada regular, Baltimore no era el favorito para ganar, sin embargo, procedió a Juego de Campeonato de la NFL de 1958 para llevarse el título en tiempo extra. Los Colts repitieron la hazaña mediante la publicación de un registro idéntico y recorrido de los Gigantes en el juego de Campeonato de la NFL de 1959 final. Hasta el back-to-back de los Colts títulos, los Gigantes habían sido el club más importante en la NFL, y seguirá siendo después de la temporada incondicionales de la próxima década perder tres finales consecutivas. La situación se invirtió a finales de la década, con Baltimore ganar en 1968 temporada de la NFL, mientras que Nueva York podría llegar a resultados menos impresionantes continuamente. En los últimos años, los Colts y Giants incluyó como sus hermanos mariscales de campo titulares (Peyton y Eli Manning, respectivamente) que conduce a su enfrentamiento ocasional que se conoce como "el Tazón Manning".

### New York Jets
Super Bowl III se convirtió en la sorpresa más famosa de la historia del deporte profesional de la American Football Leagueen 1968 en donde New York Jets ganó 16-7 sobre los Colts. Con la fusión de la AFL y la NFL Colts y los Jets se colocaron en el nuevo AFC Este Los dos equipos se enfrentaron dos veces al año (interrumpido en 1982 por una huelga de jugadores) 1970-2001, con el traslado de los Colts a la AFC Sur. La rivalidad entre los dos equipos "en realidad aumentó, ya que se reunió en tres ocasiones en los playoffs primero en el Sur de nueve temporadas de existencia, los Jets aplastó 41-0 a los Colts en el 2002 ronda de playoffs Wild Card; entonces los Colts derrotaron a los Jets 30-17 en el 2009 AFC Championship Game, pero el año que viene en la ronda de Comodines de los Jets de superar un nuevo playoff, ganando 17-16, fue Peyton Manning quien jugó los playoff finales con los Colts.
Joe Namath y Johnny Unitas fueron el punto focal de la rivalidad en sus comienzos, pero que no cumplían con un juego completo hasta el 24 de septiembre de 1972. Namath hizo erupción con seis touchdowns y 496 yardas por aire a pesar de sólo 28 tiros y terminaciones 15. Unitas lanzó para 376 yardas y dos anotaciones, pero fue capturado seis veces más que los Jets ganaron 44-34, el juego era considerado uno de los diez duelos que pasan en la historia de la NFL.

### Miami Dolphins
Desarrollado por el QB Earl Morral Baltimore sería la primera franquicia que no es de la AFL en ganar un título de división en la conferencia, sobreviviendo a los Delfines de Miami por un juego, y liderando la división desde la Semana 3 de temporada 1970. Las dos franquicias se les negó un enfrentamiento de playoffs por la primera ronda de Miami derrota al Oakland Raiders, mientras que Baltimore a ganar su primer título de Super Bowl de ese año.
Sin embargo, en 1971, los equipos estaban comprometidos en una carrera caliente que bajó a la última semana de la temporada, cuando Miami ganó su primer título divisional con un título de 10-3-1 en comparación con el récord de 10-4 de Baltimore después de que los Colts ganaron el Semana 13 enfrentamiento entre ellos en casa, sino que procedió a perder el último partido de la temporada para Boston. En los playoffs Baltimore avanzó al partido por el título AFC después de una derrota 20-3 de los Cafés de Cleveland, mientras que Miami sobrevivió a una comezón de uñas en doble tiempo extra contra Kansas City Chiefs Esto creó un partido por el título que se vio favorecido por la defensa de los Colts campeón de la liga. Sin embargo, Miami ganó el campeonato de la AFC con una blanqueada de 21-0 y avanzaron a perder Super Bowl VI a Dallas. En 1975, Baltimore y Miami empató con 4.10 registros, sin embargo, los Colts avanzaron a los playoffs basado en un barrido de cabeza a cabeza de su serie. En 1977 Baltimore empató el primer lugar por tercer año consecutivo (en 1976 empataron con los Patriotas de Nueva Inglaterra ahora) con Miami, y esta vez avanzó a los playoffs con pretextos aún más delgados, con un récord de conferencia de 9-3 frente a Miami 8-4, ya que se había dividido la serie de la temporada. La rivalidad que en los años siguientes se prácticamente anulados por el juego muy pobre de él Colts, los Colts ganarían sólo 117 partidos en las temporadas de veintiún (1978-1998) entre corchetes que su derrota en los playoffs 1977 de la Oakland Raiders y el comercio de 1999, de corredor estrella Marshall Faulk, lo que incluye un registro de 0-8-1 durante la huelga de la NFL acortada temporada 1982.

### Los Angeles Chargers
Cuando la fusión AFL-NFL fue terminado para la temporada 1970, el primer oponente de los Colts en su nuevo entorno de la American Football Conference fue el San Diego Chargers en San Diego. Johnny Unitas lanzó para 202 yardas y fue interceptado una vez, pero los Potros de tierra fuera una victoria 16-14. Tres años más tarde Unitas pondría fin a su carrera en la NFL por cuatro juegos a partir de la temporada 1973 de los Chargers, su última victoria fue una victoria de 34-7 sobre los Bills.
La rivalidad comenzó de verdad el calentamiento con el NFL Draft 1998 y las selecciones de Peyton Manning por los Potros y el malogrado Ryan Leaf por los Chargers. Colts de Manning derrotó a los Chargers en 1998 y 1999, pero en 2004 con la hoja largo pasado de la partida, el renovada Chargers detrás de Drew Brees entró en erupción en los playoffs, el 26 de diciembre con ambos equipos en los Colts 11-3 alojados los Chargers con Manning cerca de igualar Dan Marino's , los Chargers tomaron por asalto a un 31 -16 plomo, pero Dominic Rhodes 'regresó de patada de poner a los Colts dentro de los ocho puntos, a continuación, con un minuto restante Manning revolvió un touchdown de 21 yardas a Brandon Stokley, rompiendo el récord de Marino, el punto dos tratan éxito, entonces después de Brees fue interceptado el partido se fue a tiempo extra y los Potros ganaron 34-31 con un gol de campo.
última jugada y una victoria por 23-20 Colts, los Potros aumentaron a 12 -4, pero perdió la AFC Sur título con los Titans, sino que por lo tanto tenían que viajar para cumplir con los Chargers 8-8 el 3 de enero. Abajo 17-14 a los Chargers Manning despidió a cerca de su propia línea de meta, después de la patada de despeje subsiguiente que arañó en un rango de una exitosa Nate Kaeding gol de campo, el juego a tiempo extra y dos penales Colts defensiva ayudó a crear una de 22 yardas Darren Sproles touchdown y el 23-17 San Diego victoria.